# Велдон Кілберн
Уелдон Кілберн (англ. Weldon Kilburn; 9 вересня 1906 — 6 березня 1986) — канадський піаніст та музичний педагог.

## Біографія
Навчався в Едмонтоні, з 1926 р. в Торонто, де його вчителями були, зокрема, Вігго Кіль, Норман Вілкс і Хілі Уіллен. Служив органістом і хормейстером у торонтській церкві Святого Альбана. З 1930 року почав викладати в Торонтській консерваторія Торонтської консерваторії фортепіано і вокалу. Найбільш істотним досягненням Кілберна стала його робота (починаючи з 1936 р.) з Лоіс Маршалл — спершу педагогічна, а потім акомпаніаторська (крім того, в 1968—1971 р. Кілберн був її чоловіком). Після світового гастрольного туру разом з Маршалл в 1960 р. Кілберн пішов з консерваторії і заснував власну музичну школу.